# Loyalist Association of Workers

La Loyalist Association of Workers (français : Association loyaliste des travailleurs, LAW) est un syndicat nord-irlandais loyaliste fondé en 1971. Proche du groupe paramilitaire l'Ulster Defence Association, il lance une grève générale contre l'Accord de Sunningdale en 1973 puis disparaît l'année suivante. 